# Ilyocryptidae
Ilyocryptidae é uma família de crustáceos pertencentes à ordem Diplostraca.
Género:
- Ilyocryptus Sars, 1861